# Finále Grand Prix IAAF 1994
10. Finále Grand Prix IAAF – lehkoatletický závod, který se odehrál 3. září roku 1994 v Paříži na stadionu Stade Sébastien-Charléty. 

## Výsledky

### Muži
| Disciplína     | 1. místo           | Výkon    | 2. místo          | Výkon    | 3. místo          | Výkon    |
| Běh na 100 m   | Dennis Mitchell    | 10,12    | Linford Christie  | 10,13    | Jon Drummond      | 10,18    |
| Běh na 400 m   | Derek Mills        | 45,22    | Antonio Pettigrew | 45,26    | Samson Kitur      | 45,37    |
| Běh na 1500 m  | Noureddine Morceli | 3:40,89  | Vénuste Niyongabo | 3:41,72  | Abdi Bile         | 3:42,24  |
| Běh na 5000 m  | Khalid Skah        | 13:14,63 | Khalid Boulami    | 13:14,64 | Moses Kiptanui    | 13:14,93 |
| 400 m překážek | Samuel Matete      | 48,02    | Derrick Adkins    | 48,05    | Stéphane Diagana  | 48,64    |
| Skok vysoký    | Javier Sotomayor   | 2,33 m   | Troy Kemp         | 2,33 m   | Dragutin Topić    | 2,30 m   |
| Trojskok       | Mike Conley        | 17,68 m  | Oleg Sakirkin     | 17,17 m  | Vasiliy Sokov     | 16,87 m  |
| Vrh koulí      | Randy Barnes       | 20,60 m  | C.J. Hunter       | 20,50 m  | Gregg Tafralis    | 20,49 m  |
| Hod kladivem   | Andrey Abduvaliyev | 81,46 m  | Igor Astapkovich  | 79,54 m  | Vasiliy Sidorenko | 79,12 m  |

### Ženy
| Disciplína     | 1. místo                   | Výkon    | 2. místo           | Výkon    | 3. místo                 | Výkon    |
| Běh na 100 m   | Merlene Otteyová           | 10,78    | Gwen Torrenceová   | 10,82    | Irina Privalovová        | 11,02    |
| Běh na 400 m   | Marie-José Pérecová        | 49,77    | Cathy Freemanová   | 50,04    | Maicel Malone            | 50,33    |
| Běh na 1500 m  | Angela Chalmersová         | 4:01,61  | Hassiba Boulmerka  | 4:01,85  | Jekatěrina Podkopajevová | 4:01,92  |
| Běh na 5000 m  | Sonia O'Sullivanová        | 15:12,94 | Lyudmila Borisova  | 15:14,61 | Alison Wyeth             | 15:15,45 |
| 100 m překážek | Svetla Dimitrova           | 12,66    | Yuliya Graudyn     | 12,79    | Aliuska Lópezová         | 12,86    |
| Skok daleký    | Jackie Joynerová-Kerseeová | 7,21 m   | Inessa Kravecová   | 6,98 m   | Heike Drechslerová       | 6,83 m   |
| Hod diskem     | Ilke Wyluddaová            | 65,84 m  | Mette Bergmann     | 64,72 m  | Ellina Zvereva           | 63,96 m  |
| Hod oštěpem    | Natalya Shikolenko         | 68,26 m  | Trine Hattestadová | 67,04 m  | Claudia Isaila           | 66,56 m  |